# Matt Ridley
Matthew White Ridley, 5º Visconde Ridley, BA, Ph.D., DSc, DL, FRSL, FMedSci,  (7 de fevereiro de 1958), mais conhecido como Matt Ridley, é um jornalista, escritor, político, zoólogo e empresário inglês. Premiado autor de obras de ciência popular, Ridley já vendeu mais de um milhão de livros, os quais foram traduzidos para 30 línguas. Formado em zoologia e trabalhando há mais de 30 anos como jornalista, Ridley também é afiliado ao Partido Conservador do Reino Unido, membro da Câmara dos Lordes e ocasional palestrante. Sua palestra ao TED "When Ideas Have Sex" foi vista dois milhões de vezes.

## Biografia
Matthew White Ridley nasceu no nordeste da Inglaterra, na cidade de Northumberland. Estudou, entre 1970 e 1975, no Eton College, em Eton, Berkshire. Após completar seus estudos de primeiro grau, foi para o Magdalen College, da Universidade de Oxford, onde graduou-se com honrarias em Zoologia, obtendo o título de Bachelor of Arts. Complementou sua graduação fazendo doutorado na mesma área em 1983, quando obteve título de Doctor of Philosophy (Ph.D.).
Trabalhou como editor científico do prestigiado jornal inglês The Economist de 1984 a 1987, depois como correspondente de Washington, D.C. de 1987 a 1989 e, por fim, como editor estadunidense de 1990 a 1992. Ainda na área jornalística, trabalhou como comentarista, colunista, articulista e resenhista para diversas publicações de destaque, tais como The Times, The Guardian, The New York Times, The Wall Street Journal, Daily Telegraph, Sunday Telegraph, Time, Newsweek, Discover, New Scientist, Prospect, New Statesman, Atlantic Monthly e Natural History.
É ateu e apoia a Associação Humanista Britânica.

## Reconhecimento
Em sua carreira de mais de 40 anos, Ridley foi agraciado com diversos prêmios e nomeado a vários outros, além de obter títulos especiais na área acadêmico-científica.

### Prêmios recebidos
- Prêmio Welsh para a melhor graduação em Zoologia, Universidade de Oxford (1979)
- Prêmio Glaxo para escritores de ciência pelo melhor artigo científico (1983)
- Prêmio National Academies Book Award (2004)
- Prêmio Hayek (2011)
- Prêmio Julian Simon (2012)
- Prêmio Free Enterprise da Institute of Economic Affairs (2014)

### Nomeações
- Prêmio Aventis para livros de ciência (nomeado quatro vezes)
- Prêmio Samuel Johnson para não-ficção (2000)
- Prêmio Los Angeles Time Book Award (2001)

### Titulações
- Membro da Royal Society of Literature (1999)
- Membro da Academy of Medical Sciences (2003)
- Doutorado de Ciência honorário, Cold Spring Harbor Laboratory (2002)
- Doutorado de Ciência honorário, Buckingham University
- Membro honorário do Magdalen College, Oxford
- Presidente honorário, International Centre for Life
- Doutorado em Direito Civil honorário, Newcastle University